# یوسوکه تاناهاشی
یوسوکه تاناهاشی (انگلیسی: Yusuke Tanahashi؛ زادهٔ ۹ آوریل ۱۹۸۷) بازیکن فوتبال اهل ژاپن است.